# 吴绍祥
吴绍祥（1962年—），中国诗人、作家。出生于江苏省溧水县，1984年毕业于西南政法学院。江苏省作家协会会员。

## 创作经历
早年致力于旧体诗词的写作，有《风雪堂诗存》、《百尺楼集》行世。近年来开始小说、散文的创作。代表作品有小说《安慰》、《平安夜》、《野象谷》和散文集《故人》、《水印》等。2010年成为江苏省作家协会会员。

## 主要作品

### 旧体诗词
- 《风雪堂诗存》，1996年夏，自印本。录自西南政法学院时至1996年夏期间所做旧体诗。
- 《百尺楼集》，2001年3月，自印本。录自1996年中秋至2000年除夕期间所做旧体诗。并附《风雪堂诗补》一卷，录自1983年秋至1996年7月期间所做旧体诗。另附《烂柯词》一卷，录自1983年正月至1998年4月期间所做旧体格律词。

### 小说
- 《安慰》，人民日报出版社，2005年3月第1版，短篇小说集。
- 《平安夜》，上海三联书店，2009年6月第1版，长篇小说。
- 《野象谷》，江苏文艺出版社，2011年6月第1版，长篇小说。
- 《陀螺》，江苏大学出版社，2013年7月第1版，小说集。

### 散文
- 《故人》，人民日报出版社，2005年3月第1版，散文集。
- 《水印》，江苏文艺出版社，2011年6月第1版，散文集。